# Finalista!
Finalista! – pierwsze DVD zespołu Pidżamy Porno, wydane przed zawieszeniem działalności w 2007 roku. Zawiera materiał koncertowy nagrany w Krakowie, Wrocławiu i Warszawie.

## Lista utworów
1. „Czas czas czas”
2. „Czekając na trzęsienie ziemi”
3. „Bułgarskie Centrum Hujozy”
4. „Taksówki w poprzek czasu”
5. „Outsider”
6. „Gdy zostajesz u mnie na noc”
7. „Katarzyna ma katar”
8. „Koszmarów 4 pary”
9. „News from Tienanmen”
10. „Gorzka”
11. „Pryszcze”
12. „Ulice jak stygmaty”
13. „Chłopcy idą na wojnę”
14. „Styropian”
15. „Droga na Brześć”

## Dodatki
1. „Kotów kat ma oczy zielone” (gościnnie: Tomasz Kłaptocz z zespołu Akurat)
2. „Nikt tak pięknie nie mówił, że się boi miłości” (gościnnie: Gutek z zespołu Indios Bravos)
3. Wywiady z zespołem i nie tylko